# 洪性贊
洪性贊（韓語：홍성찬，1997年6月30日—，也曾译作洪晟成），韩国男子网球运动员，在2024年4月15日取得個人單打排名新高的172名，而最高雙打排名則是359名，在2023年1月16日取得。
自2015年起，洪性赞为韩国台維斯盃代表队出战。在杭州举办的2022年亚洲运动会网球比赛上他获得了男子单打和男子双打两个项目的铜牌。

## 職業生涯
洪性赞在2015年澳大利亚网球公开赛青少年男子单打比赛中获得亚军，他在决赛中负于头号种子罗曼·萨菲乌林。他在青少年世界排名中，最高排名為世界第3。
2022年在日本松山市舉行的ATP挑戰賽，他贏得了個人首項單打挑戰賽冠軍。
2024年印第安韦尔斯公开赛，由於綿貫陽介退賽，這使世界排名227的洪性贊以替補身份上場參加資格賽並晉級至會內賽，但在第一輪輸給雅各布·门希克而出局。這是他首次在ATP1000大师赛會內賽上場。

## 巡迴賽決賽及冠軍
下述資訊一概出自ATP Tour官方網站的記載。

### 單打
| 賽事          |
| ------------- |
| 大滿貫 (0)    |
| ATP巡迴賽 (0) |
| 挑戰賽 (1)    |

| 賽果 | 日期       | 類型   | 巡迴賽       | 地面 | 對手                | 比分          |
| ---- | ---------- | ------ | ------------ | ---- | ------------------- | ------------- |
| 冠軍 | 2022年11月 | 挑戰賽 | 日本松山市   | 硬地 | 吳東霖              | 6–3, 6–2      |
| 負   | 2024年1月  | 挑戰賽 | 泰國暖武里   | 硬地 | 马泰奥·吉甘特       | 4–6, 1–6      |
| 負   | 2024年2月  | 挑戰賽 | 印度班加羅爾 | 硬地 | 斯泰法諾·納波利塔諾 | 6–4, 3–6, 3–6 |
| 負   | 2024年4月  | 挑戰賽 | 韓國釜山     | 硬地 | 内山靖崇            | 6–7(4–7), 3–6 |

## 青年組大滿貫決賽
下述資訊一概出自ITF官方網站的記載。

### 雙打
| 賽果 | 年份 | 賽事 | 地面 | 對手          | 比分          |
| ---- | ---- | ---- | ---- | ------------- | ------------- |
| 負   | 2015 | 澳網 | 硬地 | 羅曼·薩菲烏林 | 5–7, 6–7(2–7) |